# Chi-Huey Wong
Chi-Huey Wong, född 3 augusti 1948 i Jiayi i Taiwan, är en taiwanesisk-amerikansk biokemist.
HWong är anställd vid Scripps Research Institute i Kalifornien. Han är medlem i The National Academy of Sciences. Wong tilldelades Wolfpriset i kemi 2014 och RSC Robert Robinson Award 2015. Han har publicerat över 700 vetenskapliga artiklar och innehar mer än 100 patent.